# Cowboy
En cowboy er en amerikansk kvæghyrde.
Cowboys passede oprindeligt flokken af kvæg fra hesteryg og var tit væk i lange perioder, når kvæget skulle flyttes, f.eks. i forbindelse med auktioner.
Kvæghyrdernes storhedsperiode lå i årene mellem 1850 og 1880. Fra 1880'erne overtog jernbanerne kvægtransporterne, og sammen med en massiv udryddelse af kvæg pga. sygdom[kilde mangler] blev der ikke meget arbejde til overs for de mange cowboys.
- Wikimedia Commons har flere filer relateret til Cowboy

| Job | Spire Denne artikel om et job eller en stillingsbetegnelse er en spire som bør udbygges. Du er velkommen til at hjælpe Wikipedia ved at udvide den. |